# 黃仁惠
黃仁惠（1514年—？），字廷敷，號石峯，福建福州府福清縣人，軍籍，明朝政治人物。同進士出身。

## 生平
嘉靖十三年（1534年）甲午科福建鄉試第七十八名舉人。嘉靖三十二年（1553年）中式癸丑科會試第一百九十一名，三甲第六十九名進士。都察院观政，授江西新淦知县，止。

## 家族
曾祖黃寶，壽官；祖父黃濡；父黃一德，母林氏；繼母薛氏。兄仁傑、仁仲（生员）、弟仁位（生员）、仁舉、仁恕（生员）、應奎、應元。